# Новосвітівка
Новосві́тівка — село Петровірівської сільської громади у Березівському районі Одеської області, Україна. Населення становить 826 осіб.
17.05.1963 села Виноградівка, Новосвітівка, с-ще Розкішне та село Миколаївка (Ново-Михнівка) об'єдані в один населений пункт Миколаївка.
12.02.1965 с. Миколаївка перейменоване на село Новосвітівка.

## Населення
Згідно з переписом УРСР 1989 року чисельність наявного населення села становила 791 особа, з яких 352 чоловіки та 439 жінок.
За переписом населення України 2001 року в селі мешкало 780 осіб.

### Мова
Розподіл населення за рідною мовою за даними перепису 2001 року:
| Мова       | Відсоток |
| ---------- | -------- |
| українська | 94,55 %  |
| російська  | 3,63 %   |
| молдовська | 1,09 %   |
| вірменська | 0,48 %   |
| інші       | 0,25 %   |